# Марга (комуна)
Марга (рум. Marga) — комуна у повіті Караш-Северін в Румунії. До складу комуни входять такі села (дані про населення за 2002 рік):
- Вама-Марга (88 осіб)
- Марга (1212 осіб)

Комуна розташована на відстані 305 км на північний захід від Бухареста, 53 км на північний схід від Решиці, 104 км на схід від Тімішоари.

## Населення
За даними перепису населення 2002 року у комуні проживали 1300 осіб.
Національний склад населення комуни:
| Національність | Кількість осіб | Відсоток |
| -------------- | -------------- | -------- |
| румуни         | 1265           | 97,3%    |
| цигани         | 21             | 1,6%     |
| угорці         | 7              | 0,5%     |
| українці       | 7              | 0,5%     |

Рідною мовою назвали:
| Мова       | Кількість осіб | Відсоток |
| ---------- | -------------- | -------- |
| румунська  | 1280           | 98,5%    |
| циганська  | 11             | 0,8%     |
| угорська   | 5              | 0,4%     |
| українська | 4              | 0,3%     |

Склад населення комуни за віросповіданням:
| Релігія        | Кількість осіб | Відсоток |
| -------------- | -------------- | -------- |
| православні    | 1119           | 86,1%    |
| баптисти       | 132            | 10,2%    |
| п'ятдесятники  | 27             | 2,1%     |
| бретрени       | 13             | 1,0%     |
| римо-католики  | 6              | 0,5%     |
| греко-католики | 1              | 0,1%     |
| адвентисти     | 1              | 0,1%     |